# Megalomphalus californicus
Megalomphalus californicus is een slakkensoort uit de familie van de Vanikoridae. De wetenschappelijke naam van de soort is voor het eerst geldig gepubliceerd in 1903 door Dall.